# Rivière des Mille Îles
Il Rivière des Mille Îles ("fiume delle mille isole" in lingua francese) è un fiume del Canada situato nella parte sud-occidentale del Québec. È parte del delta fluviale dell'Ottawa e sfocia nel Rivière des Prairies. La sua lunghezza è di 42 chilometri (26 mi).
Separa l'Île Jésus (la città di Laval) dalla North Shore, i sobborghi della parte più a nord della città metropolitana di Montréal, come Deux-Montagnes, Saint-Eustache, Boisbriand, Rosemère, Lorraine, Bois-des-Filion, Sainte-Thérèse e Terrebonne.
Come suggerisce il nome, nel fiume vi sono molte piccole isole che fanno parte dell'arcipelago Hochelaga. Non devono essere confuse con le Thousand Islands all'inizio del fiume San Lorenzo, tra l'Ontario e lo stato di New York.